# 中白荷包魚
中白荷包魚（学名：Chaetodontoplus mesoleucus），又稱黃尾荷包魚，為輻鰭魚綱鱸形目鱸亞目蓋刺魚科的其中一個種。

## 分布
本魚分布於印度西太平洋區，包括斯里蘭卡、澳洲、印尼、馬來西亞、日本、台灣、菲律賓、越南、新幾內亞、帛琉、所羅門群島等海域。

## 深度
水深1~20公尺。

## 特徵
本魚體卵圓形而側扁，吻鈍口小，體前部淡色，後部深褐色，體側、背鰭具許多波狀且斷續的平行細紋，背鰭及臀鰭後緣為白色，尾鰭為黃色，體型小。背鰭硬棘12枚，軟條17-18枚；臀鰭硬棘3枚，軟條17-18枚。體長可達18公分。

## 生態
本魚棲息在珊瑚礁區，屬雜食性，以海棉、藻類等為食。

## 經濟利用
屬於高價值的觀賞魚。